# فریتس فرایتاگ
فریتس فرایتاگ (به آلمانی: Fritz Freitag) (زاده ۲۸ آوریل ۱۸۹۴، مرگ ۱۰ می ۱۹۴۵) یک ژنرال آلمانی در دوره رایش سوم و از ۱۸ اوت ۱۹۴۳ تا ۲۰ اکتبر ۱۹۴۳ فرمانده لشکر چهارم زرهی اس‌اس بود.